# Pilumnus danai
Pilumnus danai is een krabbensoort uit de familie van de Pilumnidae. De wetenschappelijke naam van de soort is voor het eerst geldig gepubliceerd in 1907 door Stimpson.